# Rezerwat przyrody Regetovské rašelinisko
Rezerwat przyrody Regetovské rašelinisko (słow. Narodná prirodná rezervacia Regetovské rašelinisko; pol. Torfowisko Regetowskie) – rezerwat przyrody w katastrze wsi Regetovka, w powiecie Bardejów, w kraju preszowskim, na Słowacji. Powierzchnia: 2,55 ha.

## Położenie
Rezerwat leży u południowo-zachodnich podnóży góry Paledovka (778 m n.p.m.) w słowackiej części Beskidu Niskiego, na północny wschód od wsi Regetovka. Teren rezerwatu rozciąga się na wysokości ok. 520 m n.p.m.

## Historia
Rezerwat powołano rozporządzeniem Ministra Kultury Słowackiej Republiki Socjalistycznej nr 9148/1979-OP z dnia 30 listopada 1979 r.

## Flora i fauna
Oryginalny bagienno-torfowiskowy zespół roślinny rozwinął się w obszarze depresji terenowej na nieprzepuszczalnym podłożu, utworzonym przez utwory fliszu karpackiego. Depresja ta jest zasilana w wodę drobnymi ciekami wodnymi, zwłaszcza od strony zachodniej. W centralnej części rezerwatu znajduje się soczewkowate torfowisko, którego miąższość sięga 9 m. Wokół niego rozciąga się cała skala siedlisk o różnych stopniach wilgotności, które zajmują różnorodne turzycowiska. Rośnie tu m.in. rosiczka okrągłolistna (Drosera rotundifolia L.) i bobrek trójlistkowy (Menyanthes trifoliata L.). Występuje tu także czermień błotna (Calla palustris L.), która ma tu swe jedyne znane stanowisko na wschodniej Słowacji. Najsuchsze fragmenty obecnego rezerwatu były niegdyś koszone, obecnie zarastają wierzbami: wierzbą szarą (łoza; Salix cinerea) i wierzbą pięciopręcikową (wierzba laurowa; Salix pentandra) oraz olszą czarną (Alnus glutinosa Gaertn.).

## Przedmiot ochrony
Celem powołania rezerwatu jest ochrona w celach naukowo-dydaktycznych cennego zbiorowiska bagienno-torfowiskowego z występującymi w nim rzadkimi i zagrożonymi gatunkami roślin, w tym z jedynym stanowiskiem czermieni błotnej (Calla palustris L.) na wschodniej Słowacji.

## Turystyka
Z unikalną roślinnością rezerwatu można się zapoznać dzięki wyznakowanej w jego otoczeniu ścieżce dydaktycznej z 13 tablicami informacyjnymi (czas przejścia: 1 godz. – 1 godz. 30 min).